# Воронино (Медынский район)
Воронино— деревня в Медынском районе Калужской области Российской Федерации. Входит в сельское поселение «Село Кременское».

## Физико-географическое положение
Ближайшие населённые пункты: Ильинка, Михалково, Озёрное. Стоит на реке Шумовке .

## Этимология
| 2002 | 2010 |
| ---- | ---- |
| 11   | ↘2   |

## История
В 1613 году в стане Бобольском Боровского уезда «За Степаном Ивановым сыном Кустова в поместье .. пустошь, что было сельцо Воронинское, пустошь, что была деревня Легодяевская на речке на Шашелке».
В 1782 году Воронино и Негодяево — пустоши на берегах оврагов Шаховский и Дылдинский, вблиз реки Кщомы и Большой Калужской дороги, во владении Алексея Григорьевича Венгерского, Алексея Гавриловича Реткина, братьев Сомовых — Осипа Андреевича и Дмитрия Андреевича. Рядом пустовое оброчное кладбище Архангельское (55°07′39″ с. ш. 36°00′20″ в. д.).
По данным на 1859 год владельческое сельцо Воронино при колодцах состояло из 8 дворов, в которых проживало 90 человек. После реформы 1861 года село вошло в состав Глуховской волости Медынского уезда. В 1892 году в нём насчитывалось 77, в 1912 — 76 жителей.